# Lacrosse

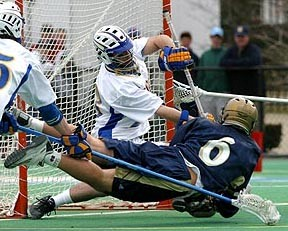
Spektakulärer Schuss (sogenannter „dive shot“) auf das Tor

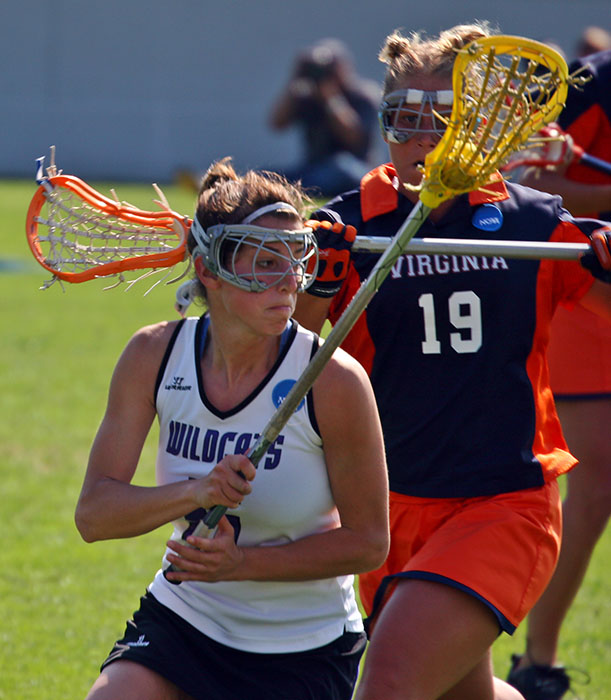
Meisterschaftsfinale im amerikanischen College-Sport 2005

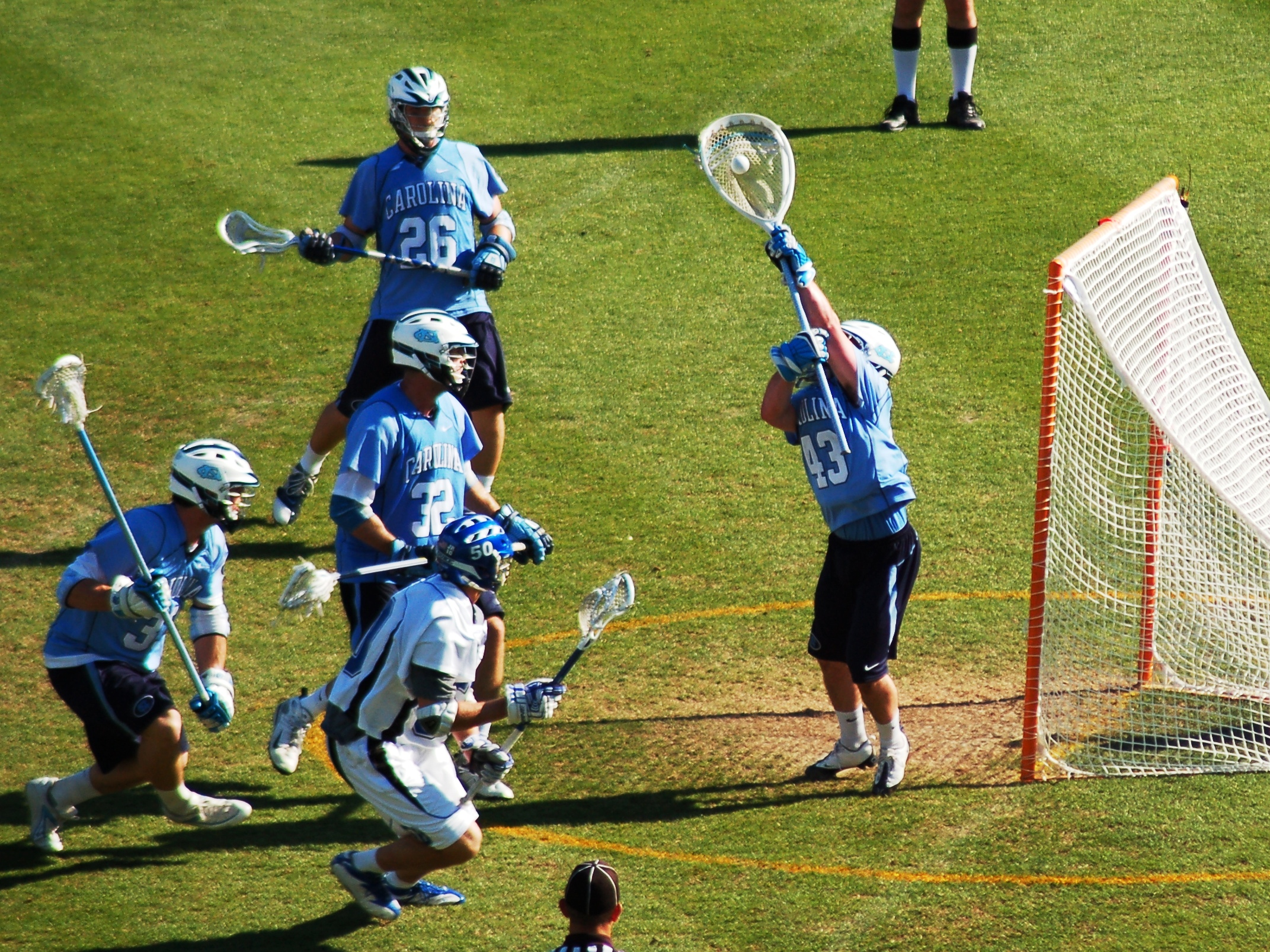
Lacrosse-Goalie

Lacrosse ist ein Mannschaftssport, der mit einem Lacrosseschläger und einem Hartgummiball gespielt wird und deswegen zu den Ballsportarten zählt.
Bei den Olympischen Spielen 1904 in St. Louis und bei den Spielen 1908 in London war Lacrosse eine Wettkampfsportart, bei den Spielen 1928 in Amsterdam, 1932 in Los Angeles und 1948 in London nur noch Demonstrationssport und verlor danach weiter an Bedeutung. Lacrosse gilt neben Eishockey als kanadischer Nationalsport. Bei den Olympischen Spielen 2028 in Los Angeles sollen erstmals nach 120 Jahren wieder olympische Wettkämpfe im Lacrosse stattfinden. Es soll im Format Lacrosse Sixes gespielt werden.

## Geschichte

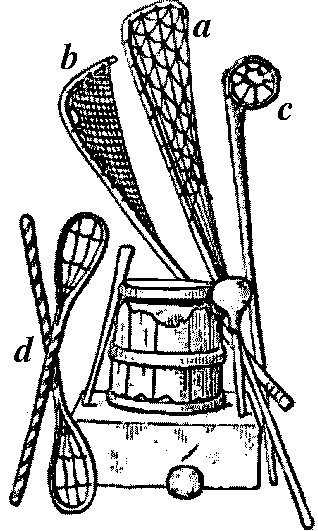
Die Stämme spielten mit unterschiedlichen Schlägern:
a Irokesen, b Passamaquoddy, c Chippewa, d Cherokee

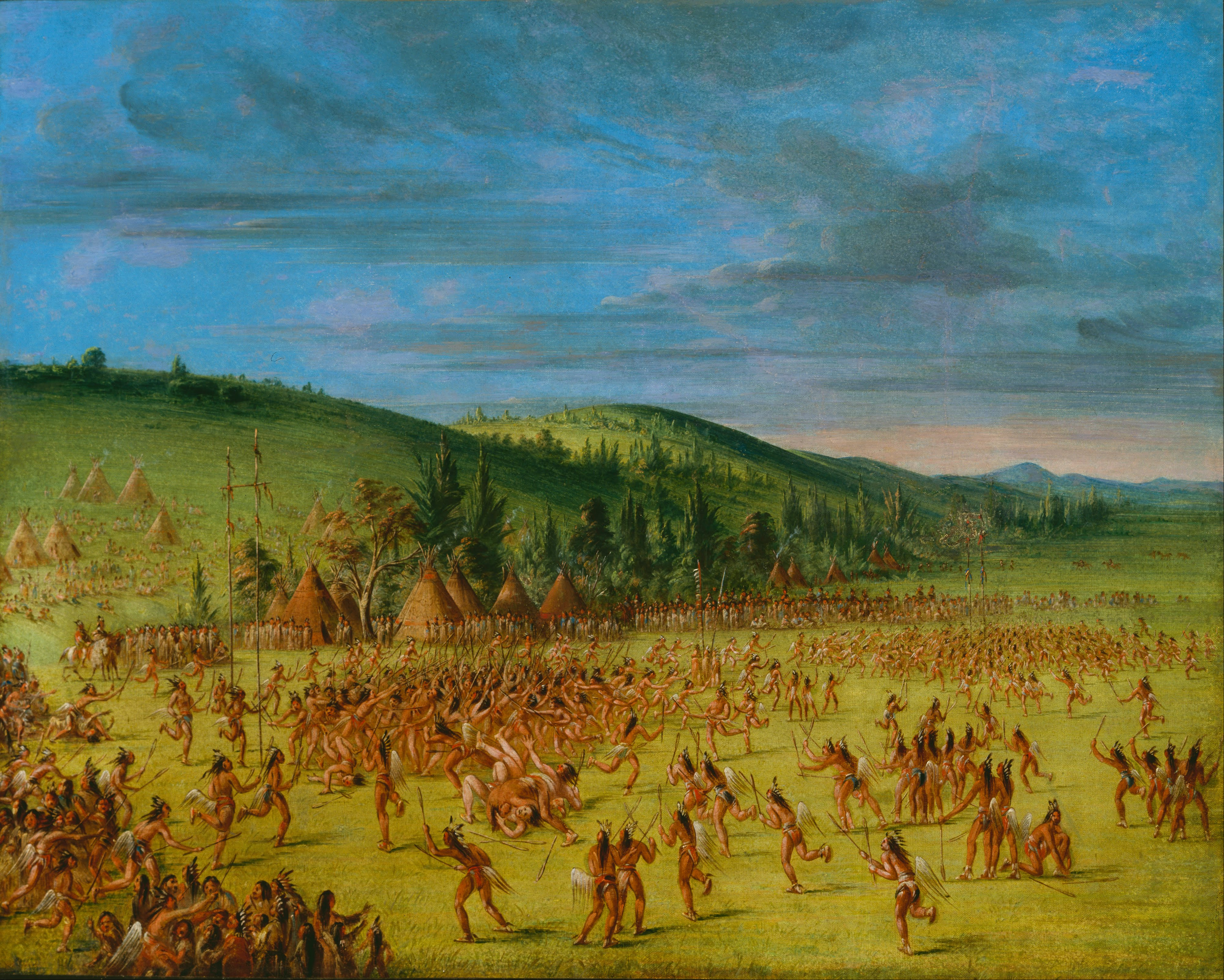
Tewaraathon – Lacrosse als Kriegsvorbereitung

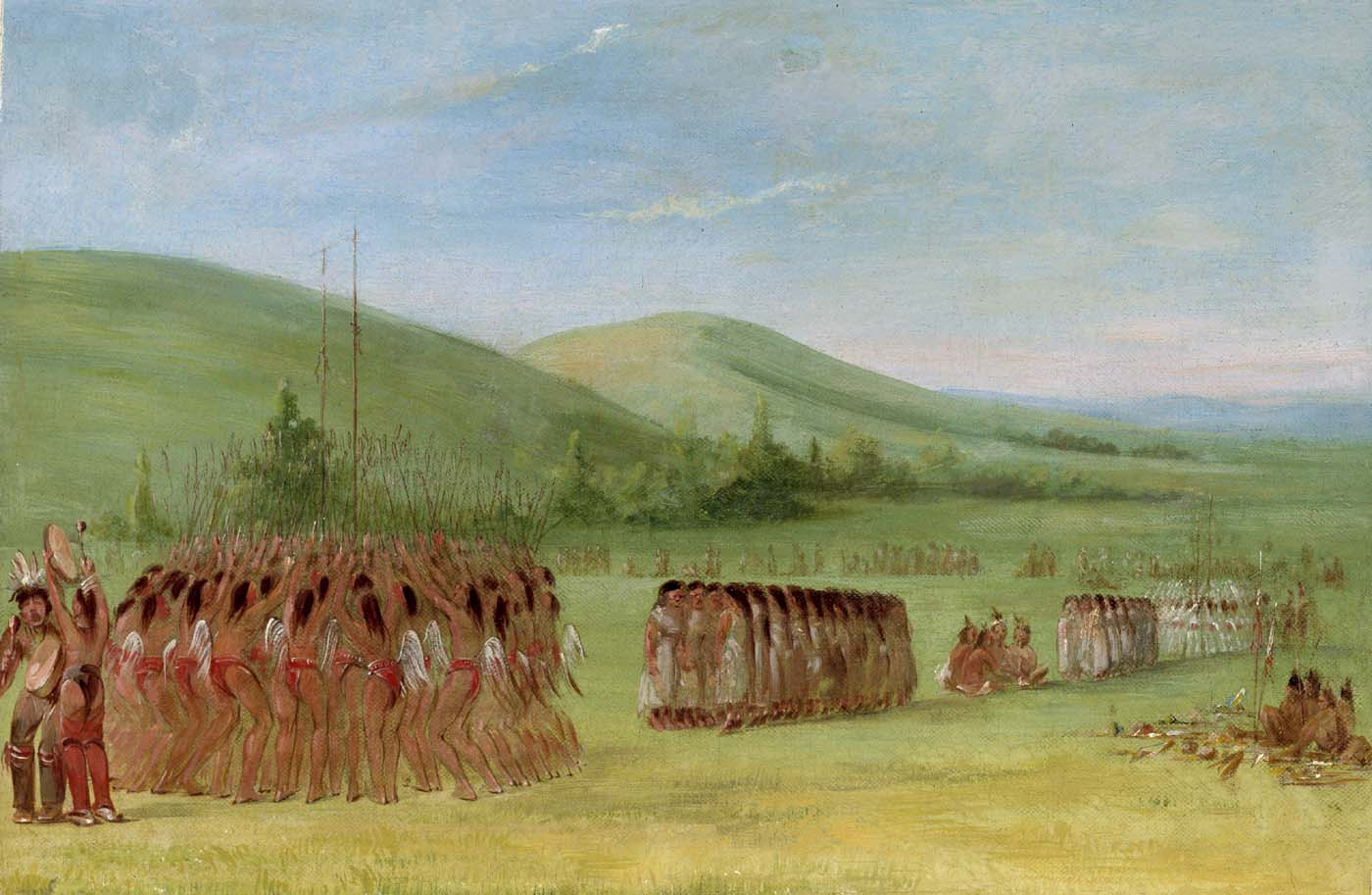
Ball play dance

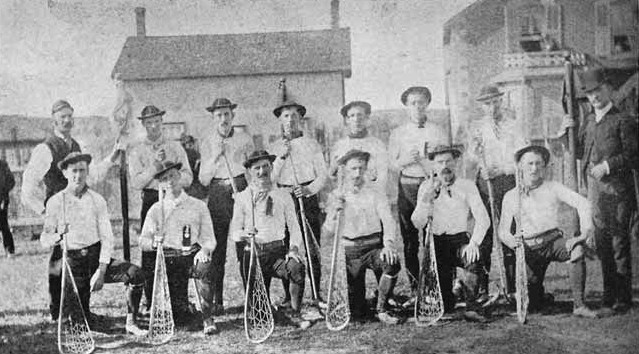
Lacrosse-Team „Young Canadians“ aus Richmond Hill, Kanada (1885)

Das Spiel stammt von den indigenen Völkern der Ostküste und der Großen Seen, auf den Gebieten des heutigen Kanada und der Vereinigten Staaten. Sie nannten es Baggataway oder auch Tewaraathon („kleiner Bruder des Krieges“) und weihten es dem Kriegsgott. Nicht selten endeten diese Spiele, die zur Vorbereitung auf Kriege mit anderen Stämmen gespielt wurden, tödlich. Die Spiele wurden zum Teil mit mehr als 100 Spielern ausgetragen, und als Tor galt oft ein Stein oder ein Baum. Neben der für die Kriegführung als notwendig erachteten Vorbereitung des Teamgeists wurde das Spiel auch eingesetzt, um Streitigkeiten zwischen Stämmen und anderen Gruppen zu schlichten.
Erstmals erwähnt wurde das Spiel 1634 von dem französischen Jesuitenmissionar Jean de Brébeuf in Ontario, den die Schläger an einen Bischofsstab erinnerten und der dem Spiel deshalb den Namen La Crosse gab, das französische Wort für Bischofsstab.
In den 1850er Jahren fingen auch Weiße an, sich für Lacrosse zu interessieren. 1856 gründeten die Franzosen den ersten Club, den Montréal Lacrosse Club. Den Siegeszug begann Lacrosse im Jahr 1867. In diesem Jahr wurde der kanadische Verband, Canadian National Lacrosse Association, aus der Taufe gehoben, die Anzahl der Teams stieg von 6 auf ca. 80, und auch der erste Verein der USA wurde gegründet. Erstmals kam das Spiel nach England. 1874 gelangte Lacrosse nach Australien und 1878 nach Neuseeland. 1879 wurde der Dachverband in den USA gegründet.
Das erste Frauen-Lacrossespiel wurde 1890 an der Klosterschule St. Leonards in Schottland gespielt – eine Nonne las über Lacrosse und befand, dass dies eine gute Sportart für die von ihr unterrichteten Mädchen sei. Männer- und Frauen-Lacrosse wurde bis in die Mitte der 1930er Jahre ohne schützende Ausrüstung mit fast den gleichen Regeln gespielt. Zu dieser Zeit fingen die Regeln des Männer-Lacrosse an, sich stark zu verändern, während Frauen-Lacrosse weiterhin mit den ursprünglichen indigenen Regeln gespielt wurde. Bis etwa zur Jahrtausendwende beispielsweise spielten die Frauen noch ohne feste Seitenlinien – vielmehr wurde als Anhaltspunkt eine Baumreihe, die nächste Wiese oder ein Strauch genommen. Heutzutage spielen Frauen und Männer Lacrosse nach völlig unterschiedlichen Regeln. Die Frauen-Lacrosseregeln limitieren den Schläger- und Körperkontakt, deshalb wird nur wenig Schutzausrüstung benötigt. Beim Männer-Lacrosse hingegen werden, ähnlich dem Eishockey, Helme, Rippen- und Schulterschutz und Handschuhe getragen.
Bei den Olympischen Spielen 1904 in St. Louis und bei den Spielen 1908 in London war Lacrosse bei den Männern Wettkampfsportart, bei den Spielen 1928 in Amsterdam, 1932 in Los Angeles und 1948 in London war es ein olympischer Vorführungswettbewerb.
Anschließend allerdings versank der Sport Lacrosse für eine Weile in der Versenkung. Weder die amerikanischen Ureinwohner noch die US-Amerikaner und Kanadier zeigten noch ein großes Interesse für den Sport. Er überlebte einzig als Collegesportart an einigen Prepschools der Ostküste. Dabei wäre es wohl auch geblieben, denn das Wachstum des Sports war durch einige Faktoren limitiert. Zum einen war der Sport durch seinen Charakter, ein „Sport der Elite“ zu sein, nur einer kleinen Bevölkerungsschicht zugänglich, zum anderen gab es nur wenige Indigene, die in der Kunst der Anfertigung von Lacrosse-Schlägern ausgebildet waren. Erst durch die Einführung des Kunststoffschlägerkopfs wurde Lacrosse dann einer breiteren Öffentlichkeit zugänglich. 2007 spielten rund 47.000 Kanadier eine vor allem in Kanada gespielte Variante des Lacrosse, das Box Lacrosse. Erheblich erfolgreicher ist noch Inter Crosse, welches Männer und Frauen gemeinsam spielen und das ohne Kontakt gespielt wird. Es wird von 250.000 Kanadiern gespielt, darüber hinaus weltweit in 45 Staaten.
1987 wurde die National Lacrosse League (NLL) gegründet. Hier treten neun Teams aus vier kanadischen und fünf US-amerikanischen Städten gegeneinander an. In den letzten sieben Jahren war die Mannschaft von Rochester mit drei Meisterschaften die erfolgreichste. Seit 1988 gibt es U-19-Lacrosse-Weltmeisterschaften. 1994 erhob das kanadische Parlament Lacrosse zur Nationalsportart. Bei der Weltmeisterschaft im australischen Perth besiegten die USA Kanada. Die Weltmeisterschaft 2006 fand in London, Ontario statt. Seit 1999 (Spielbetrieb seit 2001) gibt es in den USA die Major League Lacrosse als Profiliga der Herren. Älter, mit Gründung 1986, ist die Hallenlacrosse-Liga in Nordamerika, die bis 1997 unter dem Namen Major Indoor Lacrosse League (MILL) operierte und heute National Lacrosse League heißt. Die Lacrosse-Europameisterschaft wurde erstmals 2004 ausgetragen. Seit 2003 findet alle vier Jahre die Indoor- oder Hallenweltmeisterschaft statt.
Die Frauen spielten unter der Ägide der 1972 gegründeten International Federation of Women’s Lacrosse Associations. Inzwischen gehören zehn internationale Teams zur Association.

## Spielregeln

Lacrossefeld der Männer

### Allgemeines
Gespielt wird auf einem 54,90 m breiten und 100,60 m langen Feld. Das Tor ist 1,83 m × 1,83 m groß und befindet sich ähnlich wie beim Eishockey nicht am jeweiligen Spielfeldende, sondern 14 m davor. Der Ball besteht aus Hartgummi, hat einen Umfang von 20 cm und wiegt ca. 140 g. Er wird mit dem Schläger gefangen, getragen und geworfen. Der Schläger, genannt Crosse oder Stick, ist zwischen 101 und 183 cm lang und nicht dicker als 2,5 cm. Der Schlägerkopf besteht meist aus Kunststoff, kann aber auch aus Holz oder laminiertem Holz bestehen. Im Schlägerkopf ist ein Netz, die sogenannte „Pocket“, geknüpft, das gleichzeitig präzises Passen und Ballkontrolle ermöglichen soll. Der Schaft besteht entweder aus Holz, Aluminium, Titan oder kohlenstofffaserverstärktem Kunststoff.
Gespielt wird bei den Herren 4 × 20 oder 4 × 15 (amerikanische Ligen) und bei den Damen 2 × 30 Minuten.

### Spielablauf

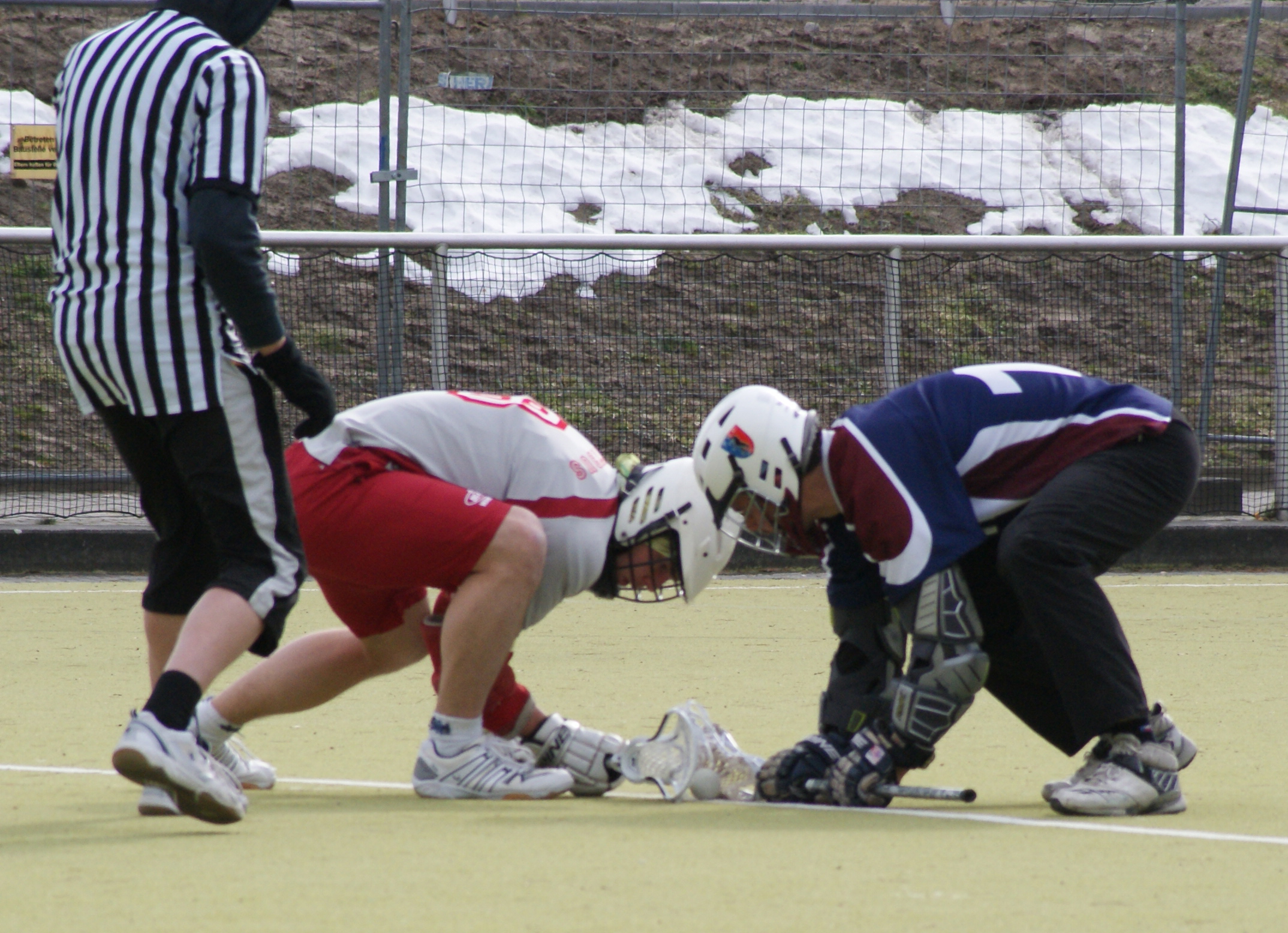
Face-off beim Lacrosse

Gestartet wird das Spiel bei den Herren mit einem Face-off, bei den Damen mit einem sogenannten Draw. Beim Face-off knien oder hocken die beiden Spieler der Mannschaften, die den Face-off durchführen, am Mittelpunkt gegenüber und versuchen nach dem Anpfiff, den Ball zu erobern oder einem ihrer Mitspieler zuzuspielen. Bei den Damen wird der Ball zum Draw zwischen die beiden Schläger der durchführenden Spieler geklemmt und beim Anpfiff in die Luft geworfen. Während des Spiels darf der Ball beliebig lang getragen werden; es gibt also keine Vorschrift, wann ein Ball gepasst werden soll. Die angreifende Mannschaft wechselt, wenn die Gegenmannschaft den Ball erobert hat. Zu jeder Zeit ist es einem verteidigenden Spieler erlaubt, den Schläger des Gegenspielers mit dem eigenen Schläger zu schlagen, um den Ball freizubekommen. Bei den Herren ist der Kontakt zwischen den Spielern Teil des Spieles, weshalb diese den Gegenspieler auch mit Körpereinsatz vom Ball trennen bzw. fernhalten dürfen. Damen-Lacrosse kennt hingegen keinen starken Körpereinsatz. Ziel des Spieles ist es, mehr Tore als die gegnerische Mannschaft zu erzielen.

## Herren-Lacrosse

### Ausrüstung
Der Schläger

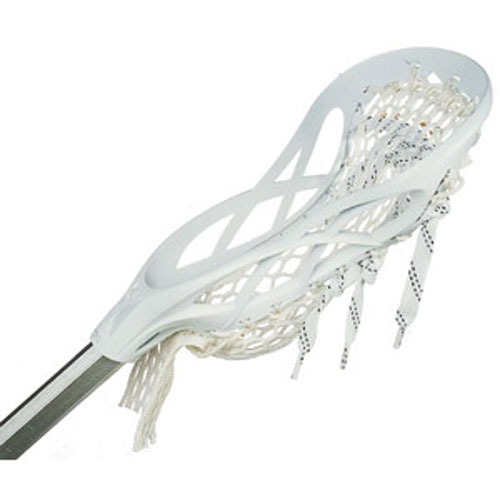
Netz des Lacrosse-Schlägers

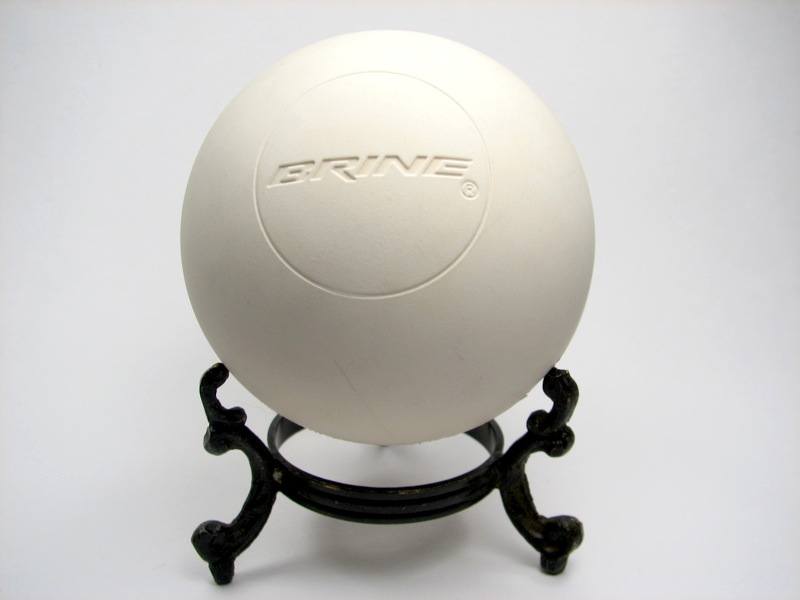
Lacrosse-Ball

Der Lacrosseschläger (Stick) besteht aus Holz, laminiertem Holz oder synthetischem Material und hat ein geformtes, taschenartiges Netz (Pocket) am Kopfende. Der Stick muss eine Gesamtlänge von 102 bis 107 cm für Angreifer und Mittelfeldspieler aufweisen, während die Länge für Verteidiger zwischen 132 und 183 cm liegt. Der Schlägerkopf muss 17,5 bis 25,5 cm breit sein. Eine Tasche entspricht nicht den Regeln, wenn der oberste Punkt eines in der Tasche liegenden Balls unter der Unterkante des Schlägerkopfrahmens liegt.
Der Ball
Der Ball besteht aus Vollgummi und kann in offiziellen Spielen die Farben weiß, gelb oder orange haben. Der Ball hat einen Durchmesser von 60 bis 75 mm und wiegt 142 bis 149 Gramm.
Der Helm
Der Helm mit Schutzgitter wird über eine 4-Punkt-Befestigung, die von einem geformten Kinnstück ausgeht, gehalten und muss von allen Spielern getragen werden. Alle Helme und Schutzgitter sollten von der NOCSAE, der National Operating Committee on Standards for Athletic Equipment, zertifiziert sein. In Europa gekaufte Helme müssen zusätzlich eine CE-Zertifizierung haben. Das Tragen des Helmes ist Pflicht.
Die Handschuhe
Alle Spieler müssen Schutzhandschuhe tragen. Änderungen an den Handschuhen sind verboten.
Schutzausrüstung
In der Regel tragen die meisten Spieler Ellenbogenschützer, Schulterprotektoren und Mundschutz (alle drei sind Pflicht in US-Ligen). Weiterhin ist das Tragen eines Tiefschutzes und von Rippenprotektoren für alle Spieler empfehlenswert.

### Team und Spieler

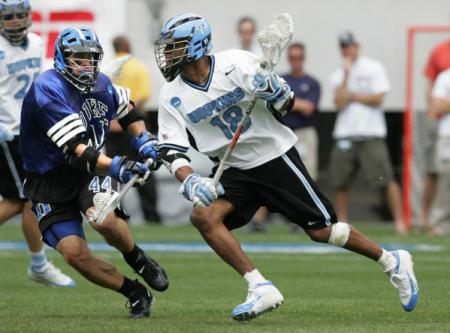
Spielszene

Eine Mannschaft besteht aus bis zu 23 Spielern (unter NCAA-Regeln beliebig viele). Während eines Spiels dürfen sich höchstens 10 (bei der Hallenvariante 6) Spieler gleichzeitig auf dem Spielfeld befinden. In der Regel bestehen diese aus 3 Angriff-Spielern, 3 Mittelfeld-Spielern, 3 Verteidigungs-Spielern und einem Torwart. Die Spieler dürfen nach Belieben zwischen den beiden Spielfeldseiten wechseln. Es muss lediglich beachtet werden, dass mindestens 3 Spieler einer Mannschaft auf der gegnerischen und 4 Spieler (inkl. Torwart) auf der eigenen Spielfeldseite vertreten sind (Abseitsregel), dabei ist die eigentliche Position nicht von Bedeutung. Geht z. B. ein Verteidiger oder der Torwart über die Mittellinie, so muss ein Mittelfeldspieler oder Angreifer zurückbleiben. Jedes Team muss mindestens einen Kapitän bestimmen, der kein Erkennungssymbol tragen muss. Das Auswechseln von Feldspielern ist nicht nur während Spielunterbrechungen möglich, sondern kann auch „fliegend“ erfolgen.

### Positionen
- Angreifer: Es stehen drei Angreifer auf einmal auf dem Feld. Dabei benutzen diese einen Shortstick, also den normalen Lacrosseschläger. Die Angreifer sollten über gute Schläger-Technik (stickskills) verfügen, da sie als Gegner größtenteils den Verteidiger haben. Des Weiteren sollten sie die Fertigkeit haben, das Spiel insgesamt zu überblicken und zu wissen, wo sich ihre Mitspieler befinden.
- Mittelfeldspieler: Es stehen 3 Mittelfeldspieler zur gleichen Zeit auf dem Spielfeld. Sie werden in offensive und defensive Mittelfeldspieler unterschieden. Sie sind die bewegungsbelasteten Spieler auf dem Feld, was dazu führt, dass sie oft ausgewechselt werden. Die Mittelfeldspieler tragen den Ball in die gegnerische Zone und versuchen dort den Angriff aufzubauen. In der Verteidigung übernehmen sie meist die gegnerischen Mittelfeldspieler. Sie übernehmen zumeist den Face-off.
  - Fogo: (engl.: Face-off, Get-off) ist ein Mittelfeldspieler, der nur beim Face-off eingesetzt wird, um diesen auszuführen. Er wird danach so schnell wie möglich ausgewechselt. Im amerikanischen College-Sport ist dieses weit verbreitet, in anderen Ligen ist es seltener, da hier die Face-off-Spezialisten ansonsten auch noch gute Spieler sind und man nicht über eine so große Auswahl an guten Ersatzspielern verfügt.
  - LSM: Ein Mittelfeldspieler kann einen langen Schläger erhalten (LSM = Long stick Middie). Dieses ist ein taktisches Manöver, um besser verteidigen zu können. Insgesamt dürfen sich nur bis zu vier lange Schläger pro Team gleichzeitig auf dem Feld befinden. Der LSM wird im Angriff meist gegen einen Mittelfeldspieler mit kurzem Schläger ersetzt. Trotzdem braucht er neben guten Abwehrfähigkeiten auch gute Stickbeherrschung, da er Konter laufen oder sich in den Angriff einbringen muss.
- Verteidiger (Defense): Es gibt drei Verteidiger mit langen Schlägern (long sticks). Verteidiger benutzten ihren großen Schläger dafür, den Gegner in jeglichen Formen zu checken und somit Tore zu verhindern und einen Ballverlust des Gegners zu provozieren.
- Torwart (Goalie): Die Aufgabe des Torwarts ist es, das eigene Tor zu schützen, also die gegnerischen Schüsse zu stoppen. Der Torwart ist für die Organisation der Verteidigung zuständig und unterstützt sie z. B. durch Ansagen der Ballposition. Der Torwart sollte eine gut hörbare Stimme haben, um seine Mitspieler korrekt koordinieren zu können. Des Weiteren sollte er über physische wie psychische Kraft und auch gute Reflexe verfügen, da er durch schnelle Bewegungen den Ball, der über 160 km/h schnell werden kann, verletzungsfrei stoppen können sollte.

### Strafen

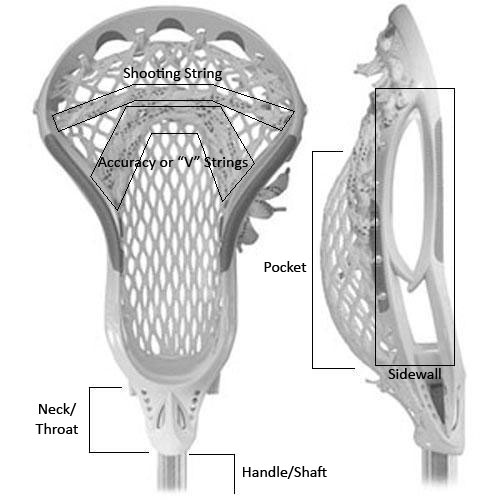
Lacrosse-Schläger (Details)

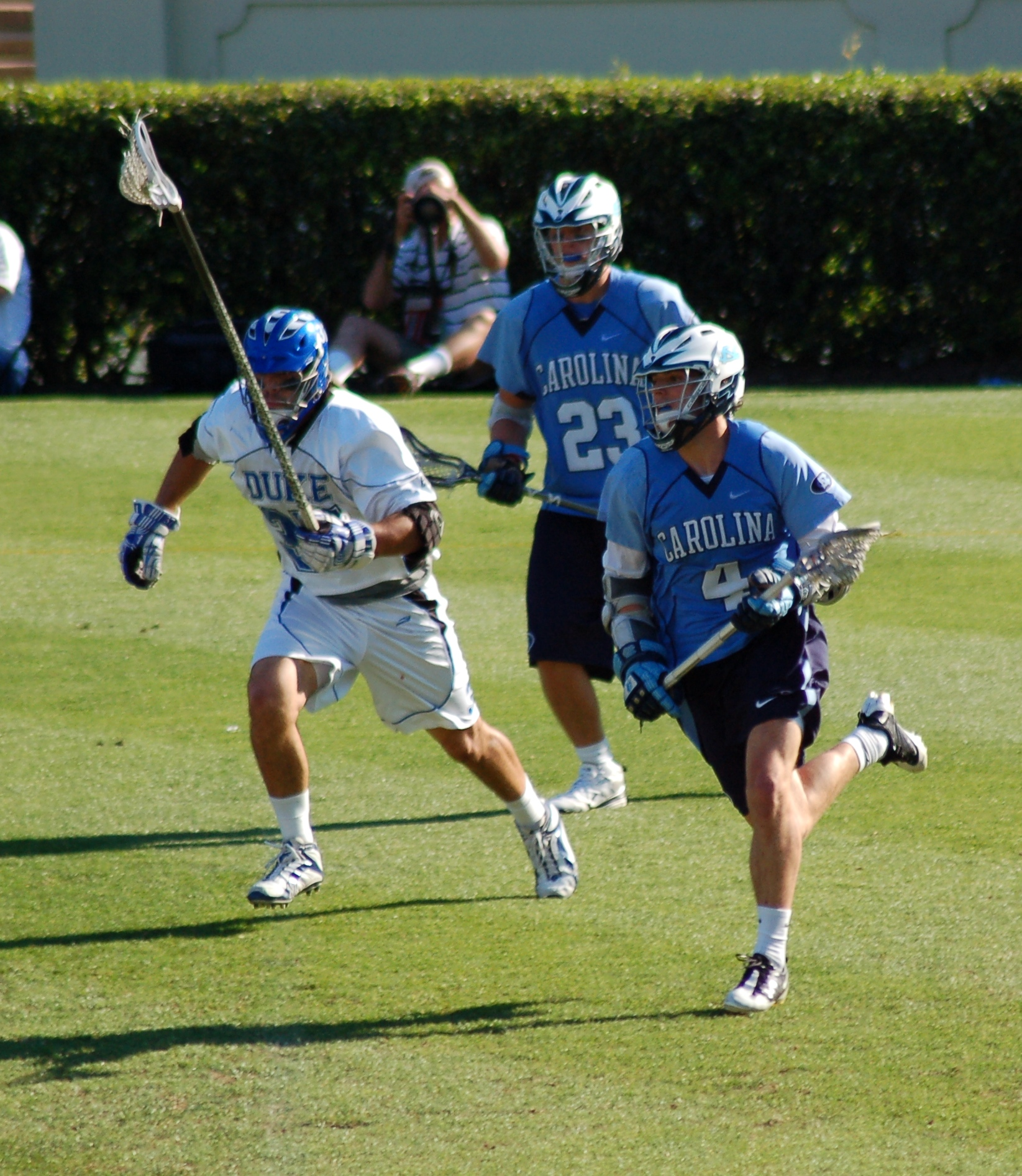
Spielszene

Strafen werden von den Schiedsrichtern ausgesprochen. Dabei wird zwischen technischen und persönlichen Fouls unterschieden. Die Strafe für ein technisches Foul ist entweder Ballbesitz für die gefoulte Mannschaft oder 30 s Zeitstrafe (wenn die gefoulte Mannschaft schon im Ballbesitz ist). Ein persönliches Foul zieht immer eine Zeitstrafe von 1, 2 oder 3 min nach sich. Es gilt der Grundsatz: „was legal beginnt, endet legal“. Das heißt, wenn ein Gegenspieler sich kurz vor dem Kontakt wegdreht und deswegen zum Beispiel von hinten geschubst wird, so ist dies kein Foul. Besonders schwere Fouls können auch mit dem Ausschluss eines Spielers vom Spiel geahndet werden. Dieser darf dann nach 3 min durch einen anderen Spieler der Mannschaft ersetzt werden. Hat ein Spieler 5 persönliche Fouls begangen, ist er Fouled Out, was einem Ausschluss des Spielers gleichkommt. Ein Spieler, der ein Ausschlussfoul begangen hat, wird in Deutschland im Unterschied zum Fouled Out für mindestens ein weiteres Spiel gesperrt.

#### Persönliche Regelverstöße im Herren-Lacrosse (Personal Fouls)
- Checken mit dem Schläger auf den Körper (Cross Checking): Wenn ein Spieler mit seinem Schläger den Körper des Gegenspielers angreift, müssen die Hände beim Check so eng zusammengenommen werden, dass der Gegner nicht durch den Schlägerschaft zwischen den Händen berührt werden kann.
- Illegaler Körper-Check (Illegal Body Check):
  - Regelverstoß, wenn ein Gegenspieler angegriffen wird, obwohl er weder im Ballbesitz ist noch sich innerhalb von 2,74 m eines am Boden befindlichen Balles aufhält.
  - Regelverstoß, wenn ein Check gegen einen ehemals ballführenden Gegenspieler, der den Ball bereits gepasst oder geschossen hat, vermeidbar gewesen wäre.
  - Regelverstoß, wenn der Gegner von hinten oder unterhalb der Hüfte gecheckt wird.
  - Regelverstoß, wenn der Check des Gegners oberhalb der Schultern erfolgt. Ein Körper-Check muss zwischen Schulter und Hüftbereich erfolgen und beide Hände müssen den Schlägerschaft umfassen.
- Illegales Schlagen (Slashing): Regelverstoß, wenn der Schläger des Spielers den Gegner hart oder vorsätzlich in einen Bereich außerhalb des Schlägers oder der Handschuhe trifft.
- Beinstellen (Tripping): Regelverstoß, wenn ein Spieler seinen Gegner durch Berührung mit jedwedem Körper- oder Ausrüstungsteil zum Stolpern oder Fallen bringt.
- Unnötige Härte (Unnecessary Roughness): Regelverstoß, wenn ein Spieler seinen Gegner mit übermäßiger bzw. unangemessener Härte trifft.
- Unsportliches Verhalten (Unsportsmanlike Conduct): Regelverstoß, wenn ein Spieler oder Trainer eine Handlung durchführt, die von einem Schiedsrichter als unsportlich erachtet wird, wie z. B. übermäßiges Diskutieren, Verspotten und obszöne Sprache oder Zeichen. Unsportliches Verhalten ist es auch, wenn ein Spieler einen nicht regelkonformen Schläger benutzt. Ein Schläger verstößt gegen die Regeln, wenn die Tasche zu tief ist oder andere Teile des Schlägers in regelwidriger Weise verändert wurden, um einen Vorteil zu erlangen.

Eine Besonderheit im Lacrosse stellen die Flaggen dar. Bleibt ein gefoulter Spieler im Ballbesitz, so unterbricht der Schiedsrichter das Spiel nicht, sondern wirft eine Penalty Flag. Die Unterbrechung (durch Pfiff) erfolgt erst, wenn der Angriff abgeschlossen ist.

#### Technische Regelverstöße im Herren-Lacrosse (Technical Fouls)
- Eintritt in den Torkreis (Crease Violation): Regelverstoß, wenn ein Spieler der angreifenden Mannschaft den Kreis um das Tor (Crease) betritt oder ein balltragender Defensivspieler, inkl. des Torwarts, aus dem umliegenden Spielfeld in den eigenen Torkreis eintritt, ausgenommen, ein Foul führt zum Betreten des Kreises.
- Halten (Holding): Regelverstoß, wenn regelwidrig (z. B. durch Festhalten) die Bewegung des balltragenden Gegenspielers beeinträchtigt wird.
- Illegaler Block (Illegal Offensive Screening): Regelverstoß, wenn ein sich bewegender Offensivspieler einen (nicht direkt gegen ihn spielenden) Defensivspieler durch seinen Körper oder seine Ausrüstung berührt und dadurch diesen in seinen Bewegungen beeinträchtigt.
- Behinderung (Interference): Regelverstoß, wenn ein Spieler die Bewegungsfreiheit seines Gegners in irgendeiner Weise beeinträchtigt, obwohl der Gegner nicht im Ballbesitz ist, noch sich innerhalb von 4,57 m eines in der Luft oder am Boden befindlichen Balles bewegt.
- Abseits (Offsides): Regelverstoß, wenn eine Mannschaft nicht mindestens 4 Spieler in der Verteidigungshälfte oder mindestens 3 Spieler in der Angriffshälfte des Spielfeldes hat.
- Schubsen (Pushing): Regelverstoß, wenn ein Spieler seinen Gegner von hinten stößt oder schiebt.
- Zeitschinden (Stalling): Regelverstoß, wenn eine Mannschaft absichtlich den Ball außerhalb der Angriffszone hält, ohne das Ziel zu haben, auf das gegnerische Tor zu spielen, und somit Zeit schindet. Dem Zeitschinden geht eine Warnung voraus, den Ball in die Angriffszone zu bringen und ihn dort zu halten (bring it in, keep it in).
- Spielverzögerung (Delay of Game): Regelverstoß, wenn eine Mannschaft den Wiederanpfiff unnötig hinauszögert, z. B. wenn ein Spieler den Ball wegwirft, eine Mannschaft nicht rechtzeitig die Face-off-Positionen einnimmt oder kein Spieler den Ball zum Wiederanpfiff aufnimmt.

## Damen-Lacrosse

### Ausrüstung
Der Schläger

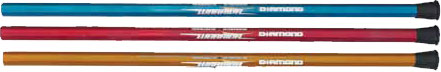
Verschiedene Schläger (ohne Kopf)

Der Lacrosseschläger besteht aus Holz, laminiertem Holz oder synthetischen Material und hat ein geformtes, taschenartiges Netz, genannt Pocket (Tasche), an einem Ende. Der Schläger muss eine Gesamtlänge von 90–110 cm vorweisen. Der Kopf hat eine Breite zwischen 18 und 23 cm. Das Pocket der Damen wird aus Riemen und Bändern, oder mit Maschenmaterial (Mesh) geflochten. Die Oberseite des Balls in der Tasche darf nicht tiefer als die Oberseite des Schlägerrahmens liegen.
Ball
Der Ball muss gelb und aus Vollgummi sein. Ein legaler Ball sollte einen Durchmesser von 60 bis 75 mm haben und zwischen 142 g und 149 g wiegen.
Mundschutz
Der Mundschutz ist Pflichtausrüstung bei allen Spielerinnen.
Freiwillige Schutzausrüstung
Eng anliegende Handschuhe und eine Schutzbrille („Goggle“) dürfen von allen Spielerinnen getragen werden, sind aber keine Pflicht.

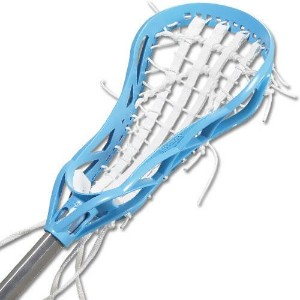
Netz eines Damenschlägers

### Teams und Spielerinnen
Während eines Spiels stehen pro Team zehn Spielerinnen auf dem Feld. In der Regel bestehen diese aus drei Angriffs-Spielerinnen, drei Mittelfeld-Spielerinnen, drei Verteidigungs-Spielerinnen und einer Goalkeeperin. Wie bei den Männern dürfen die Mittelfeld-, Verteidigungs- und Angriffsspielerinnen beliebig die Positionen wechseln, jedoch dürfen zu jeder Zeit nicht mehr als sieben Spielerinnen jeder Mannschaft in dem äußeren Drittel des Feldes, hinter der sogenannten Restraining Line, sein.
Jedes Team hat einen oder mehr Captains, wie bei den Herren muss dieser kein Erkennungssymbol tragen. Feldspielerinnen dürfen laufend während eines Spiels ausgewechselt werden.

### Regelverstöße

#### Grobe Verstöße (Major Fouls)
- Blockieren (Blocking): Regelverstoß, wenn eine Verteidigerin sich einer ballführenden Angreiferin so in den Weg stellt, dass diese keine Chance hat auszuweichen und es zu einem Körperkontakt kommt.
- Anstürmen (Charging): Regelverstoß, wenn eine Spielerin sich in eine Gegnerin wirft, mit der Schulter rempelt, rückwärts in die Gegnerin hineinläuft oder diese mit Händen oder Körper stößt.
- Gefährlicher Schuss (Dangerous Shot): Regelverstoß, wenn eine Spielerin unkontrolliert in Richtung des Tores wirft und dabei Spielerin und/oder Torwart gefährdet.
- Fehlverhalten (Misconduct): Fehlverhalten liegt dann vor, wenn eine Spielerin in einer groben unsportlichen oder gefährlichen Weise spielt, ständig die Regeln bricht oder vorsätzlich die Sicherheit der gegnerischen Spielerinnen gefährdet.
- Unkontrolliertes Schlagen (Dangerous Check): Regelverstoß, wenn eine Spielerin ihren Schläger in Richtung der Gegnerin schwingt und dadurch vorsätzlich die Sicherheit der Gegnerin gefährdet, unabhängig davon, ob sie den Schläger oder den Körper der Spielerin trifft.
- Hindernis im Freiraum (Obstruction of Free Space): Regelverstoß, wenn eine Verteidigerin ihre (nicht ballführende) Gegnerin nicht eng genug deckt und dadurch der ballführenden Angreiferin im Weg zum Tor steht. Diese Regel wird nur angewendet, wenn die Angreiferin die Möglichkeit zum Torschuss hat und sucht.
- Drei Sekunden Regel (Three Seconds): Eine Verteidigerin darf nicht länger als drei Sekunden im 11 m Halbkreis vor dem Tor stehen, es sei denn, sie deckt eine Gegnerin mit maximal einem Meter Abstand aktiv.

#### Geringfügige Verstöße (Minor Fouls) im Damen-Lacrosse
- Ball am Körper (Body Ball): Ein Ball, der vom Körper abprallt und der Spielerin oder ihrer Mannschaft einen Vorteil verschafft.
- Torkreis-Regelverstöße: Regelverstoß, wenn irgendein Körperteil oder Schläger einer beliebigen Spielerin (Angriff, Verteidigung oder Mittelfeld) mit Ausnahme des Torwarts oder ihrer Stellvertreterin in den Torkreis eintrifft.
- Illegale Abwehr (Warding off): Regelverstoß, wenn eine Spielerin einem am Boden liegendem Ball mit dem Fuß oder Schläger einklemmt, eine Hand vom Schläger nimmt und ihren freien Arm zur Abwehr der Gegnerin nutzt.
- Checken einer Schlägerin ohne Ball (Empty Crosse Check): Eine Spielerin darf eine gegnerische Schlägerin nicht checken, wenn diese nicht ballführend ist.

### Positionen
Angriff

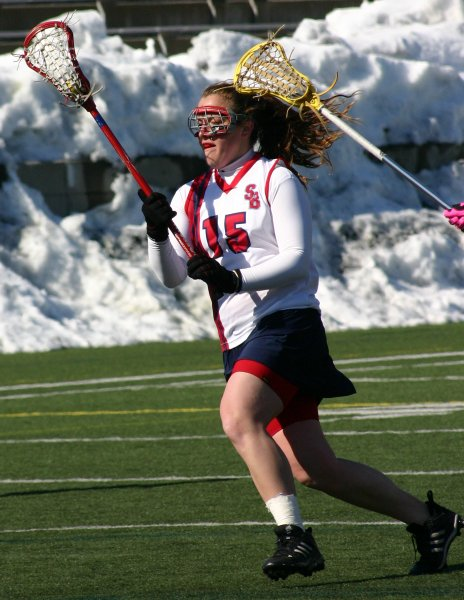
Angriffsszene

- First Home: Die Aufgabe der First-Home-Spielerin ist es, Tore zu schießen. Die Spielerin ist direkt vor dem Tor positioniert und muss ständig versuchen, sich vor dem Tor freizulaufen oder sich vom Tor wegzubewegen, um anderen Spielerinnen Platz zu machen. Sie sollte über sehr gute Ball- und Schlägerkontrolle verfügen.
- Second Home: Die Second-Home-Spielerin unterstützt die First-Home-Spielerin. Die Spielerin sollte in der Lage sein, hart und präzise aus jedem Winkel zu schießen.
- Third Home: Die Aufgabe der Third-Home-Spielerin ist es, den Ball aus der Verteidigung in den Angriff zu passen oder zu tragen. Sie sollte in der Lage sein, präzise Pässe zu spielen und in die Flügel nachzurücken.

Mittelfeld
- Attack Wings: Die Aufgabe der Flügelspielerinnen ist es, den Ball aus der Verteidigung in den Angriff zu tragen. Sie sollten schnell sein, über eine gute Ausdauer verfügen und bei einem Ballgewinn der eigenen Verteidigung anspielbereit sein, um den Ball nach vorne zu tragen oder zu passen.
- Center: Die Aufgabe der Center-Spielerin ist es, den „Draw“ durchzuführen (ein Manöver, bei dem zu Spielbeginn oder nach Toren der Ball zwischen Schläger zweier Spielerinnen gelegt wird), sowie Verteidigung und Angriff spielen. Sie muss sehr schnell sein.
- Defense Wing: Die verteidigenden Flügelspielerinnen decken die angreifenden Flügelspielerinnen und bringen den Ball in die Angriffszone. Sie sollten über Schnelligkeit und Ausdauer verfügen.

Verteidigung
- Point: Die Point-Spielerin ist die letzte Instanz vor dem Torwart, sie spielt meistens eine Crease Defense. Sie deckt die First-Home-Spielerin der Gegenmannschaft und sollte in der Lage sein, mit dem Schläger zu checken sowie Pässe abzufangen.
- Coverpoint: Die Coverpoint-Spielerin deckt die Second-Home-Spielerin. Sie sollte für in der Verteidigung gewonnene Bälle anspielbereit sein, schnell laufen können und gute Beinarbeit vorweisen.
- Third Man: Die Third-Man-Spielerin deckt die Second-Home-Spielerin. Sie muss Pässe abfangen, den Ball aus der Verteidigung in den Angriff tragen oder passen und schnell laufen können sowie eine gute Beinarbeit aufweisen.
- Goalkeeper: Der Torwart steht im Tor und „schützt“ es somit. Die Spielerin sollte über gute Ball- und Schlägerkontrolle, Mut und Selbstvertrauen sowie schnelle Reflexe verfügen.

### Schiedsrichter
In der Regel stehen vier Schiedsrichter auf und neben dem Platz. Sie werden in einen Haupt-Schiedsrichter, zwei weitere Feldschiedsrichter und einem CBO (Bankschiedsrichter) eingeteilt. Die Schiedsrichter haben Kontrolle über die Spieler und Trainer. Alle vier achten auf Sicherheitsrisiken und Regelverstöße und dürfen pfeifen. Dabei ist der CBO aber eingeschränkt: er achtet lediglich auf die Strafzeiten, Wechselfehler und unterstützt bei der Überwachung der Abseitsregeln. Er darf bei anderen Verstößen, die ihm auffallen, nicht pfeifen, aber die anderen Schiedsrichter informieren. Ein fünfter Schiedsrichter wird oft als Ersatzschiedsrichter eingesetzt. Dieser nennt sich Bankmanager (BM) und unterstützt den CBO, darf aber keine Regelverstöße ahnden. Neben den Schiedsrichtern gibt es die Zeitnehmer und Anschreiber, die einerseits die Spielzeit und die Strafzeiten stoppen, andererseits die Tore mit ihren Assists aufschreiben.

## Organisation
Auf internationaler Ebene steht die Dachorganisation Federation of International Lacrosse (FIL) für Männer- und Frauen Lacrosse. Diese richtet im vierjährigen Rhythmus eine Lacrosse-Weltmeisterschaft jeweils für Männer oder Frauen (zeitversetzt) aus. Der FIL gehören 27 nationale Verbände an. Trotz seiner olympischen Vergangenheit gehört Lacrosse nicht mehr zu den vom IOC anerkannten Sportarten, die FIL ist auch nicht Mitglied des Weltsportdachverbandes Sportaccord. Auch die meisten nationalen Lacrosse-Organisationen gehören nicht den jeweiligen Sport-Dachverbänden an.

## Einzelne Länder

### Deutschland
Nach Deutschland gelangte Lacrosse erst 1993, als Austauschschüler aus den USA in Berlin und München Vereine gründeten. Es gibt eine Nord und eine Süd Liga jeweils für den Sixes und Feldbetrieb, die unter dem Dachverband, dem Deutschen Lacrosse Verband (DLaxV), organisiert sind. Diese sind in 1. und 2. Bundesliga unterteilt. Seit der Ligareform im Jahre 2024 gibt es folgende Ligen:

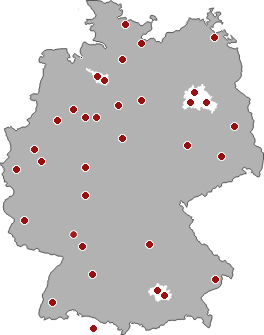
Verteilung der Lacrosse-Teams in Deutschland (Stand November 2012)

#### Feldbetrieb Herren
- Bundesliga Nord
  - In der 1. Bundesliga Nord spielen Teams des HTHC Hamburg Warriors, Berliner HC, KKHT Schwarz-Weiss Köln A und SG Berliner Lacrosse Verein.
- Bundesliga Süd
  - In der 1. Bundesliga Süd spielen die Teams des FKS Mainz Musketeers, SC 1880 Frankfurt, TB 1888 Erlangen Tribesmen A und Karlsruhe Storm Lacrosse A.[4]
  - In der 2. Bundesliga Süd spielen die Teams in zwei Staffeln jeweils nach dem schottischen Modell:
    - Hinrunde Süd-Ost: SG Bayreuth / Erlangen B / Nürnberg / Würzburg, SG Passau / Regensburg, HLC Rot-Weiß München B, HLC Rot-Weiß München D.
    - Hinrunde Süd-West: Karlsruhe Storm Lacrosse, SG Freiburg / Konstanz, TSG Tübingen, SF Heilbronn / Stuttgart / Ulm, SG SC 1880 Frankfurt B / Mainz B, Rhein-Neckar Lacrosse, TSG K-Town Lumberjacks.[4]

Die Deutsche Meisterschaft wird zwischen den beiden besten Teams der beiden 1. Bundesligen ausgetragen im K.-o.-System.

#### Feldbetrieb Damen
- Bundesliga Nord
  - In der 1. Bundesliga Nord spielen Teams des HTHC Hamburg Warriors A, DHC Hannover, Berliner HC A und BSC Victoria Lacrosse A.[4]
  - In der 2. Bundesliga Nord spielen die Teams in zwei Staffeln jeweils nach dem schottischen Modell:
    - Hinrunde Nord-Ost-Staffel: SG SCC Blax / Jena, SG Dresden Braves / ATV Leipzig 1845, SG Berliner HC B / Victoria Lacrosse B, ATS Bremen Snappenlikker
    - Hinrunde Nord-West-Staffel: TSC Dortmund Wolverine, KKHT Schwarz-Weiss Köln B, SG HTHC Hamburg Warriors B / KKHT Schwarz-Weiss Köln C, Münster Mohawks, SG Bochum / Bonn, Sg Bielefeld / Kassel / Paderborn.[4]
- Bundesliga Süd
  - In der 1. Bundesliga Süd spielen die Teams des KKHT Schwarz-Weiss Köln A, SC 1880 Frankfurt  A, HLC Rot-Weiß München A und Karlsruhe Storm Lacrosse A.[4]
  - In der 2. Bundesliga Süd spielen die Teams in zwei Staffeln jeweils nach dem schottischen Modell:
    - Hinrunde Süd-Ost: ABV Stuttgart, SG Bayreuth / Erlangen / Würzburg, TSG Tübingen, SG Nürnberg / Passau / Regensburg / Ulm, HLC Rot-Weiß München B.
    - Hinrunde Süd-West: FKS Mainz Musketeers A, SG SC 1880 Frankfurt  B / Heidelberg, SG Freiburg / Rhein-Neckar Lacrosse, SG Karlsruhe Storm Lacrosse B / Heilbronn, SG FKS Mainz Musketeers B / Marburg.[4]

Ähnlich wie bei den Herren spielen hier die besten beiden Damenteams um den Titel der Deutschenmeisterschaft aus den jeweiligen ersten Bundesligen.
Sixesbetrieb Herren
- Bundesliga Nord
  - In der 1. Bundesliga Nord spielen Teams des HTHC Hamburg Warriors A, Berliner HC A, KKHT Schwarz-Weiss Köln A und Marburg Saints.[6]
  - In der 2. Bundesliga Nord spielen die Teams in zwei Staffeln jeweils nach dem schottischen Modell:
    - Hinrunde Nord-Ost-Staffel: SG Berliner Lacrosse Verein, ATS Bremen Huskies, SG Braunschweig / Lübeck, SG Hamburg B / Henstedt-Ulzburg / Kiel, SG Dresden / Magdeburg, SG Berliner HC B / Rostock, SG Jena / Leipzig
    - Hinrunde Nord-West-Staffel: TSC Dortmund Wolverine, SG Göttingen / Kassel, SG Bochum / Düsseldorf, Münster Mohawks, DHC Hannover, SG Bielefeld / Paderborn, SG Aachen / Bonn / KKHT Schwarz-Weiss Köln B.
- Bundesliga Süd
  - In der 1. Bundesliga Süd spielen die Teams des TSG Tübingen A, SC 1880 Frankfurt  A, HLC Rot-Weiß München A und PTSV Jahn Freiburg Pumas.[6]
  - In der 2. Bundesliga Süd spielen die Teams in zwei Staffeln jeweils nach dem schottischen Modell:
    - Hinrunde Süd-Ost: SG Bayreuth / Würzburg, TB 1888 Erlangen, HLC Rot-Weiß München B.
    - Hinrunde Süd-West: FKS Mainz Musketeers A, FKS Mainz Musketeers B, SG SC 1880 Frankfurt  B, TSG K-Town Lumberjacks.
    - Hinrunde Süd-Mitte: Karlsruhe Storm Lacrosse A, ABV Stuttgart A, SG Heilbronn / Karlsruhe Storm Lacrosse  B / Ulm, SG Stuttgart B / Tübingen B.[6]

Sixesbetrieb Damen
- Bundesliga Nord
  - In der 1. Bundesliga Nord spielen Teams des HTHC Hamburg Warriors A, DHC Hannover, Berliner HC und BSC Victoria Lacrosse A.[6]
  - In der 2. Bundesliga Nord spielen die Teams in zwei Staffeln jeweils nach dem schottischen Modell:
    - Hinrunde Nord-Ost-Staffel: SG SCC Blax / Jena, SG Dresden Braves / ATV Leipzig 1845, SG Berliner HC B / Victoria Lacrosse B, ATS Bremen Snappenlikker
    - Hinrunde Nord-West-Staffel: TSC Dortmund Wolverine, KKHT Schwarz-Weiss Köln B, SG HTHC Hamburg Warriors B / KKHT Schwarz-Weiss Köln C, Münster Mohawks, SG Bochum / Bonn, SG Bielefeld / Kassel / Paderborn.[6]
- Bundesliga Süd
  - In der 1. Bundesliga Süd spielen die Teams des ABV Stuttgart, KKHT Schwarz-Weiss Köln A, HLC Rot-Weiß München A und Karlsruhe Storm Lacrosse A.[4]
  - In der 2. Bundesliga Süd spielen die Teams in zwei Staffeln jeweils nach dem schottischen Modell:
    - Hinrunde Süd-Ost: SG Erlangen / Regensburg, SG Bayreuth / Nürnberg / Passau / Ulm, HLC Rot-Weiß München B, SG Heilbronn / Würzburg.
    - Hinrunde Süd/Süd-West: SC 1880 Frankfurt  A, TSG Tübingen A, TSG 78 Heidelberg, PTSV Jahn Freiburg Pumas, SG Rhein-Neckar / Tübingen B, Karlsruhe Storm Lacrosse B[4]
    - Hinrunde Süd-West: KKHT Schwarz-Weiss Köln B, FKS Mainz Musketeers A, FKS Mainz Musketeers B, Bonn Lions, SG Frankfurt B / Köln C, TSG K-Town Ladyjacks

Die Deutsche Meisterschaft und Play-Ins finden 2025 für den Sixesligabetrieb für die Herren und Damen Teams bei den Finals in Dresden statt.

#### Boxlacrosse
- Die 1. Boxlacrosse Bundesliga Herren ist in Nord-Ost- und Süd-West-Liga aufgeteilt. Zwischen den Ligen findet ein Cross-Over Spieltag statt (Nordteams spielen gegen Südteams).
  - Süd-West-Liga: SC 1880 Frankfurt, TSG Tübingen, HLC Rot-Weiss München und SG Kassel / Mainz / Marburg.[7]
  - Nord-Ost-Liga: Spreewölfe Berlin, HTHC Hamburg Warriors, Royals LC und KKHT Schwarz-Weiss Köln.[7]
- Die 1. Boxlacrosse Bundesliga Damen fand erstmals im Winter 2025 statt und besteht derzeit aus vier Teams: Goal Nuggets, River Raiders, Silver Thistles und Shadow Panthers. Die Teams bestehen aus Boxlacrosse-Spielerinnen aus ganz Deutschland welche über ein Drafting-System durch die Coaches der jeweiligen Teams eingeteilt wird.[8]

Für beide Bundesligen findet eine Deutsche Meisterschaft statt. Dabei nehmen alle Teams der Damen Boxlacrosse Bundesliga teil und die jeweils ersten zwei Mannschaften aus dem Ligabetrieb der Nord-Ost- und Süd-West-Liga.
Junioren
Seit 2007 gibt es eine Juniorenliga in Deutschland, die DLaxV-Juniorenliga. In ihr spielen: HTHC Tomahawks, Düsseldorfer SC 99 Antlers, Bruessel Lacrosse, Stuttgart Lacrosse, SC 1880 Frankfurt Lacrosse, Schwarz-Weiß Köln Lacrosse, Berliner Hockey Club, DHC Hannover und der Südmix, HTHC Hamburg Warriors.

### Österreich
Im Jahre 2001 wurde der Grundstein für Lacrosse in Österreich durch die Gründung der Salzburg Arizonas gelegt. Vier Jahre später, am 10. November 2005 wurde der Österreichische Lacrosse Verband (ÖLaxV) gegründet. Bereits ein Jahr nach der Gründung wurde mit der Ausrichtung der Österreichischen Lacrosse Liga (ÖLL) begonnen, an der auch Teams aus den Nachbarländern Österreichs teilnehmen. Um Spieler zu gewinnen, begann man bereits 2005 mit der Rekrutierung über Lacrosse-Kurse auf den Universitäten in Wien, Graz und Innsbruck.
In der ALL befanden sich 2012 folgende Herrenmannschaften: Vienna Monarchs, Graz Gladiators, Vienna White Coats, Carinthian Celtics sowie als Gastteams aus Ungarn Budapest Blax. Die burgenländische Mannschaft der Eisenstadt Steelers befindet sich ebenso wie das Waldviertel Lacrosse Team und die Innsbruck Eagles im Aufbau. Die Damenmeisterschaft wird bestritten von den Graz Gladiators, den Vienna Monarchs und Vienna Cherokees sowie den Bratislava Tricksters aus der Slowakei.

### Schweiz
Die Herzogenbuchsee Iroquois Lacrosse, Wettingen Wild Lacrosse, Bern Titans, Zürich Lions Lacrosse, der St. Gallen Sunnyboys Lacrosse Club, die Basel Spartans und das Mixed-Team aus Fribourg/Olten/Luzern (ab der Saison 2011 spielen die Olten Saints, Lynx Lacrosse Luzern und die Freiburger Skunks separat) und Wizards Sports aus Winterthur sind im Schweizerischen Lacrosse-Verband (SwissLaxV) organisiert. Auf die Saison 2010 trennen sich die Fribourg Skunks vom Mixed-Team und der KSC Chur tritt dem SwissLaxV bei. In der dritten Saison nach 2008 und 2009 kämpfen 9 Teams um den Schweizermeistertitel, nachdem in den ersten beiden Jahren die Zürich Lions den Titel holten. Der SwissLaxV ist Mitglied in der European Lacrosse Federation (ELF) und der Federation of International Lacrosse (FIL). Der SwissLaxV fördert die Verbreitung von Feld-Lacrosse in der Schweiz und entsendet die Nationalmannschaft zu den internationalen Lacrosse-Wettkämpfen der ELF und der FIL.
Der Schweizer Lacrosse und Intercrosse Verband (SLIV) befindet sich zurzeit im Aufbau. Im Moment gibt es fünf Mannschaften im SLIV: Blackhawks Kriens (hat sich aufgelöst), Red Monkeys Rothenburg (hat sich aufgelöst), Green Buzzard Rickenbach, Hurricanes Herzogenbuchsee und Aquillas Basel. Einmal im Jahr finden die Swiss Games statt.

### Kanada

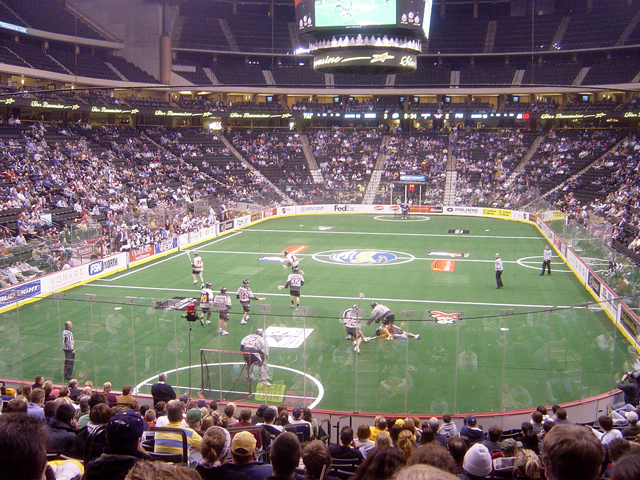
Der kanadische Sommer-Nationalsport Box Lacrosse

Lacrosse ist neben Eishockey Nationalsport in Kanada (in der Zuschauergunst höher steht allerdings Canadian Football). Seit der Gründung des Landes war der Sport offizieller Nationalsport, bis die Regierung einen Gesetzesentwurf vorlegte, in dem Eishockey zum Nationalsport erklärt wurde. 1994 erhoben Interessenvertreter der First Nations Einwand gegen diesen Gesetzesentwurf. Sie argumentierten, dadurch würde die kulturelle und historische Bedeutung von Lacrosse verloren gehen. Seit dem 12. Mai 1994 gilt Lacrosse als offizielle Sommer-Nationalsportart und Hockey als offizielle Winter-Nationalsportart.
Der Spielbetrieb des Frauen-, Männer-, Jungen- und Mädchenlacrosse wird von der Canadian Lacrosse Association organisiert. Die nationale Meisterschaft der Männer wird als Ross Cup und die der Frauen als Robertson Cup bezeichnet. Die Männer-Nationalmannschaft gewann bisher dreimal die Weltmeisterschaft.
Größeren Zuspruch als die Feld-Variante findet die Indoor-Variante Boxlacrosse. Diese Spiele werden in Eishockeystadien, deren Eisflächen abgetaut oder mit Kunstrasen bedeckt wurden, ausgetragen. Das bedeutendste Turnier ist die National Lacrosse League, an dem sowohl Mannschaften aus den USA und Kanada teilnehmen. Herausragende Spieler der Feld- und Indoor-Variante werden in die Canadian Lacrosse Hall of Fame aufgenommen.

## Wichtige Auszeichnungen
Folgende Auszeichnungen sind einige der bedeutendsten im Lacrosse:
- die Tewaaraton Trophy
- der Lt. Raymond Enners Award
- der Jack Turnbull Award
- der William C. Schmeisser Award
- der Ensign C. Markland Kelly, Jr. Award
- der National Lacrosse League MVP Award